# مناورات ذئب الصحراء
مناورات ذئب الصحراء هي عبارة عن تمرين مركز قيادة مشترك بين القوات البرية لكل من السعودية وتركيا.

## المناورات المنفذة
- ذئب الصحراء 2017: أقيمت فعاليات المناورة في 2017 بمركز القيادة المشترك في أنقرة.[2]